# Maetinga
Maetinga är en kommun i Brasilien.   Den ligger i delstaten Bahia, i den östra delen av landet, 700 km öster om huvudstaden Brasília. Antalet invånare är 7 031.
Omgivningarna runt Maetinga är huvudsakligen savann. Runt Maetinga är det glesbefolkat, med 14 invånare per kvadratkilometer.